# Taurus Express
Pour les articles homonymes, voir Taurus.
Le Taurus Express (en turc : Toros Ekspresi) est un train de nuit circulant actuellement entre les villes turques d'Eskişehir et d'Adana.
Le nom du train provient des monts Taurus, une chaîne de montagnes traversée par le train.

## Histoire

### Première période
Le Taurus Express a circulé pour la première fois le 15 février 1930,. Cependant les passagers devaient emprunter un autocar de la Compagnie internationale des wagons-lits pour parcourir la section entre Nusaybin et Kirkuk. De là, le trajet s'effectuait à nouveau en chemin de fer jusqu'à Bagdad. En 1939, le service fonctionnait trois fois par semaine d'Istanbul à Bagdad, avec des connexions vers Téhéran et Le Caire.
Après l'achèvement de la voie de chemin de fer vers Bagdad, le premier trajet sans transfert du Taurus Express a pu être effectué depuis le terminal Haydarpaşa à Istanbul le 17 juillet 1940 pour arriver à Bagdad le 20 juillet 1940.

Images concernant le train
Le trajet du Taurus Express en 1930.
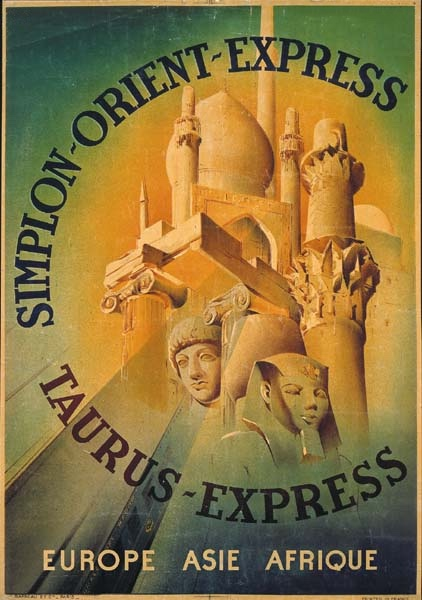
Affiche pour les lignes CIWL Orient-Express et Taurus Express.
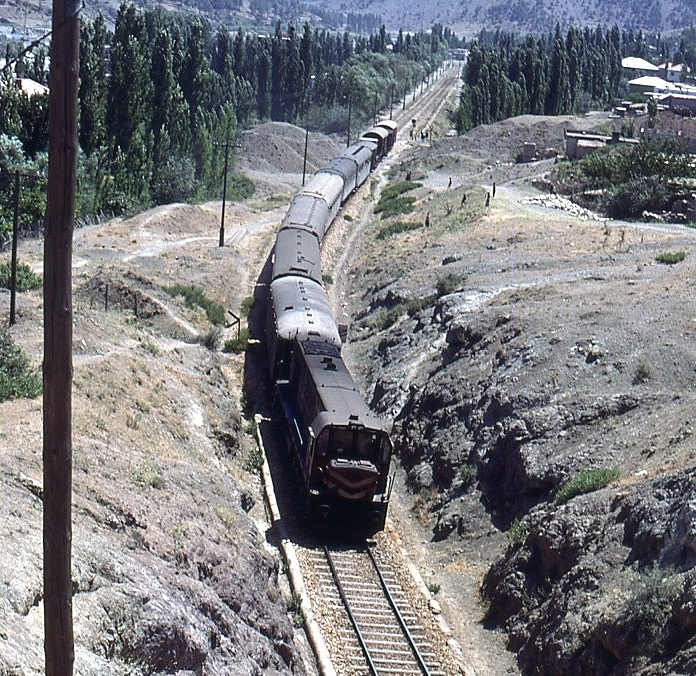
Le Taurus Express entre Ulukışla et Adana en juillet 1970.

### Seconde période
Le service est suspendu en 2003, en raison du déclenchement de la guerre en Irak. En 2012, les chemins de fer de l'État ont renouvelé le service entre Eskişehir et Adana et qui atteindra à nouveau Istanbul lorsque les travaux à la voie seront terminés. Il y a une faible possibilité d'un prolongement jusqu'à Bagdad. Ce train fonctionnait encore jusqu'à Alep en 2006.